# Josep Montserrat
Josep Montserrat i Portella (Barcelona, 22 de julio de 1860 — 23 de noviembre de 1923) fue un escultor español. 

## Biografía

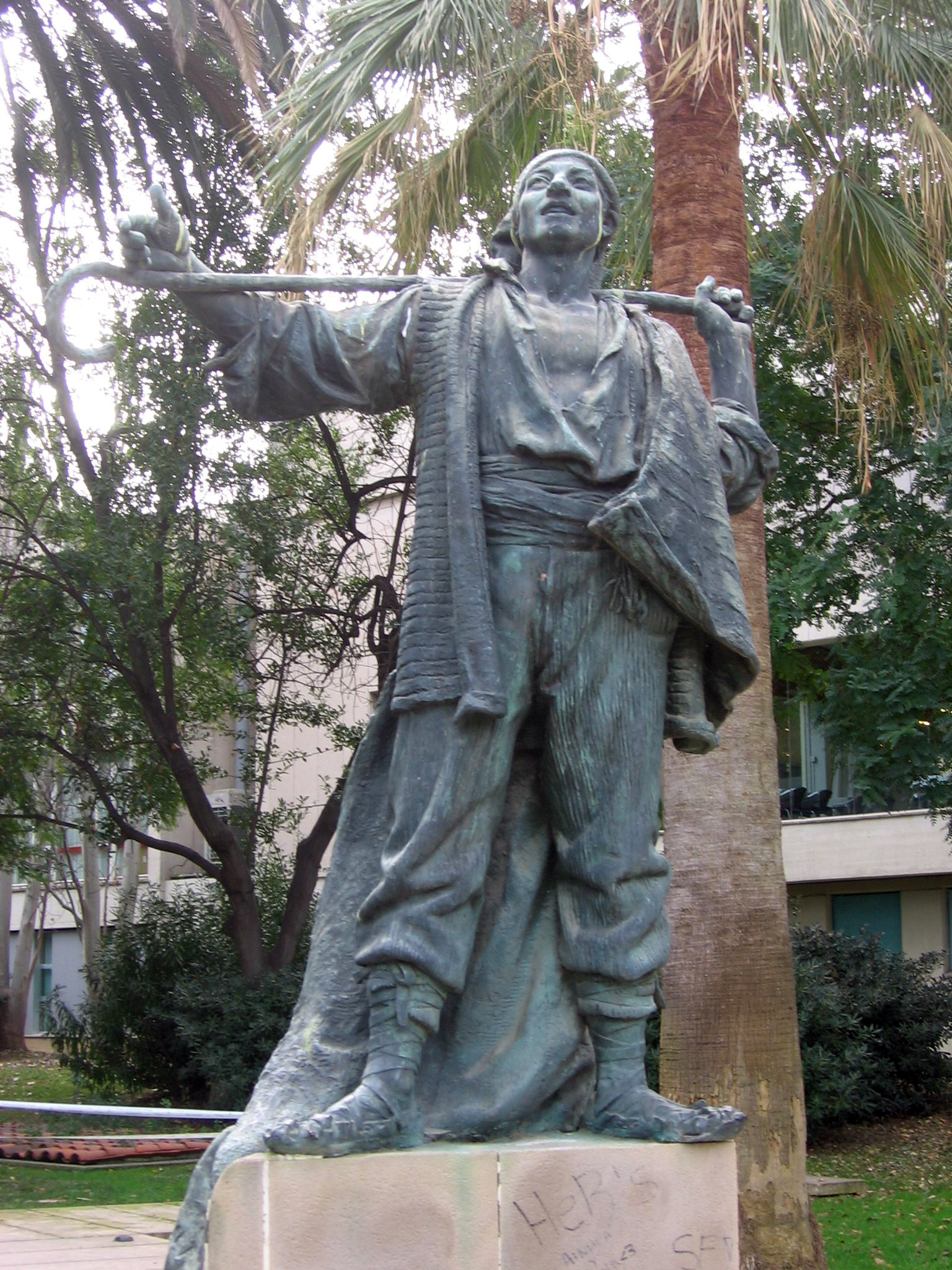
Manelic (1909), Jardín de Esculturas, Barcelona.

Hijo de Vicente Montserrat Bosch, labrador natural de Barcelona, y de Isabel Portella Roca, natural de Sant Boi de Llobregat, estudió en la Escuela de la Lonja, donde fue discípulo de Josep Reynés. Desde 1901 fue profesor en esta institución.
Se enmarcó en un realismo de tono anecdótico, con preferencia por temas populares y gran detallismo, como se denota por obras como Desamparados (1891) o Lavandera (1897).
Hacia final de siglo se acercó más al simbolismo, como en Amor y Trabajo, primera medalla en la Exposición Nacional de Madrid de 1899. Una de sus obras más famosas es el grupo Volviendo del mercado (1904, MNAC), así como la figura del Manelic (1909, Jardín de Esculturas de Barcelona), un personaje de la obra Tierra baja de Àngel Guimerà.
Colaboró en el monumento a Alfonso XII en Madrid, y tiene obras en Puerto Rico y Fernando Poo.